# Телекс

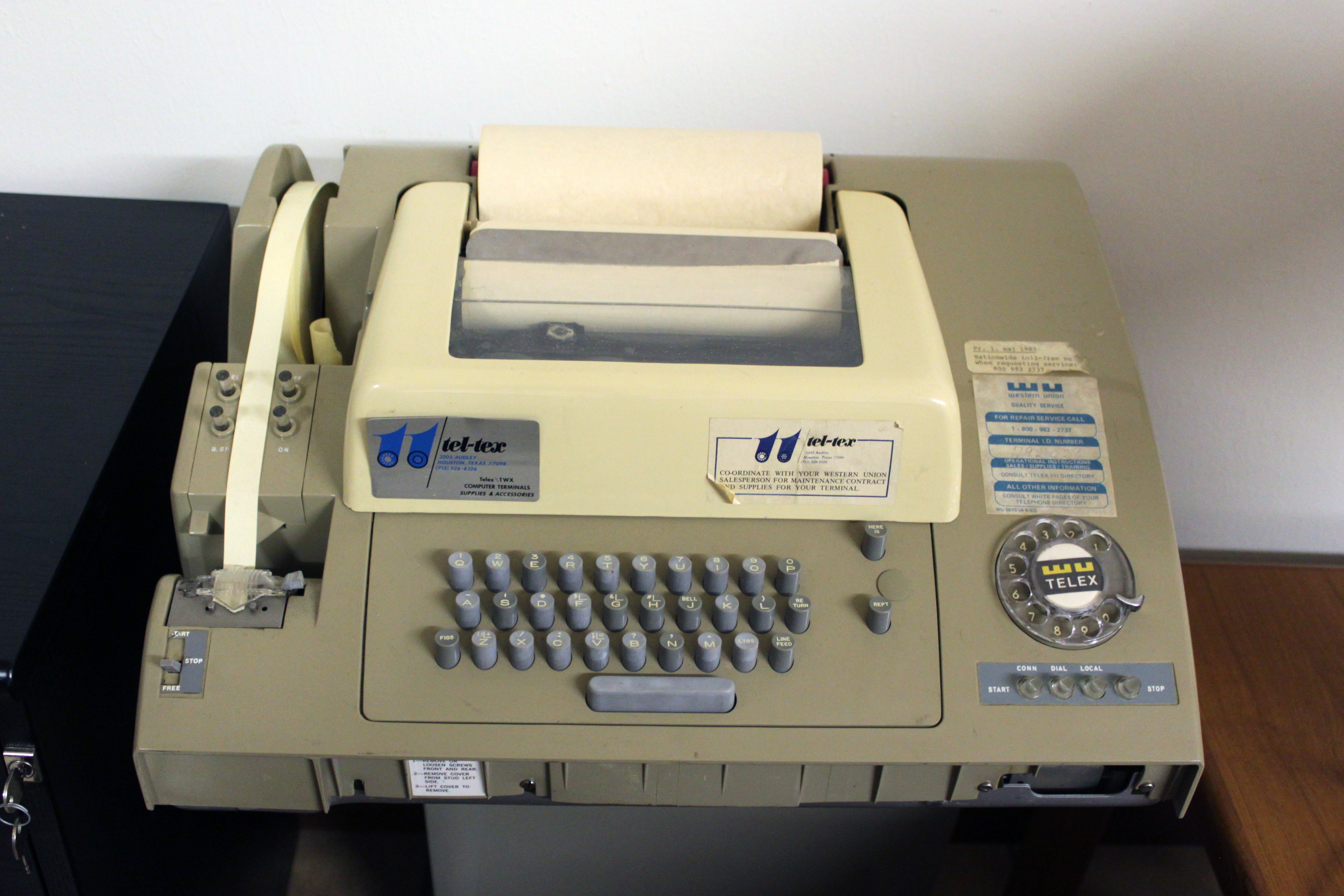
Телетайп Teletype Model 32, що часто використовувався як телекс-термінал

Телекс (англ. telex) — мережа з комутацією каналів, призначена для передачі і приймання текстових повідомлень, концептуально схожа на телефонну мережу, але з телетайпами в ролі абонентських апаратів. Телекс був розповсюдженим методом передачі повідомлень приблизно з 1950-х до 1980-х років, коли його популярність почала спадати через широке розповсюдження факс-машин.
Ще у 1930-ті роки існували відокремлені одна від одної лінії типу «точка-точка», що з'єднували телетайпи між собою. Телекс став логічним розвитком телетайпної технології; було прокладено численні провідні мережі, відокремлені від телефонних (телекс використовував передачу цифрових даних, на відміну від аналогових голосових ліній), розроблено власні стандарти індикації викликів і власний план нумерації, відмінний від телефонного.
Стандартизація мережі Телекс здійснювалася Міжнародним союзом електрозв'язку, і через це стала можливим побудова міжнародної мережі. Абонент будь-якої телекс-станції у світі міг надіслати повідомлення абонентові іншої станції в іншій країні.
Для зменшення часу онлайн (тобто, часу з моменту ініціювання виклику до його закінчення) повідомлення часто попередньо записувалися на паперову стрічку, щоб бути переданими максимально ефективно. Типова швидкість обміну становила 50 бод, що забезпечувало приблизно 60—70 слів за хвилину. Кодування здійснювалося у коді Бодо або МТК-2 (останній у країнах, де використовувалася кирилиця).

## Історія

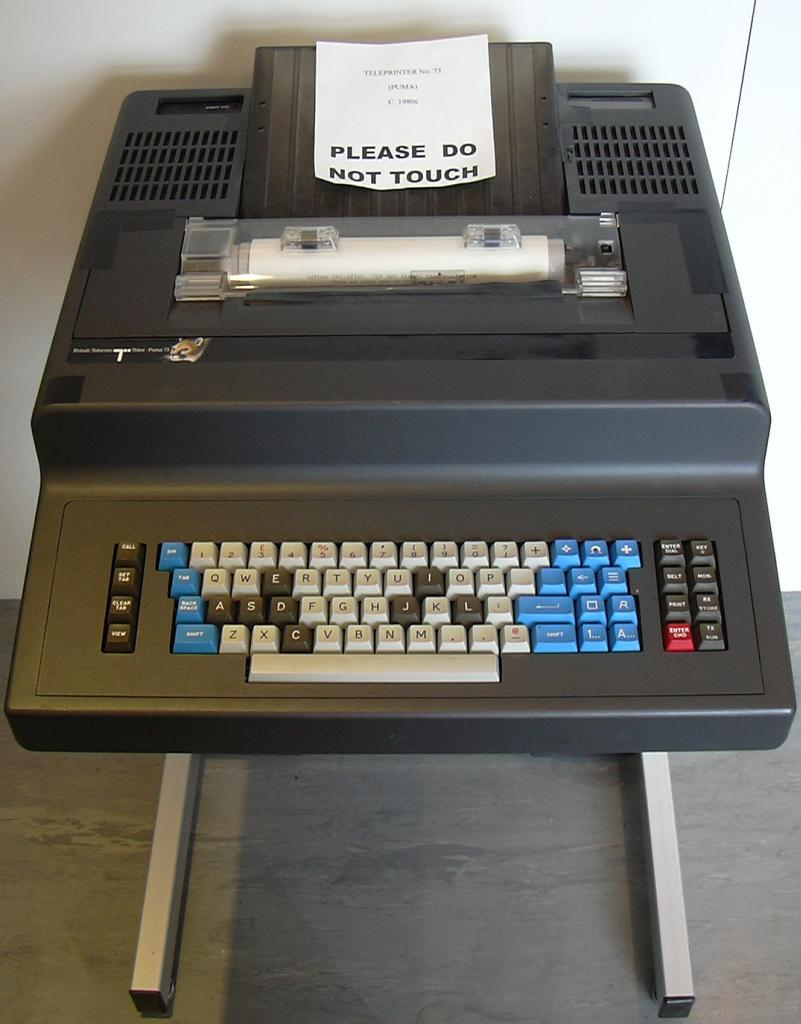
Телекс-машина «Puma» виробництва British Telecom, 1980-ті роки

Телекс бере свій початок у Німеччині з дослідницької програми, розпочатої 1926 року, що розвинулася у першу мережу телепринтерів у 1933-му. Послуга надавалася Рейхспоштою.
Телекс розповсюдився у Європі, а після війни — і у світі. Станом на 1978 рік у ФРН (включно із Західним Берліном) налічувалося 123 298 телекс-абонентів. Багато країн, навіть африканські (де часто були відсутні автоматичні телефонні лінії), підключалися до телексу використовуючи короткохвильові радіостанції — такі послуги найчастіше надавалися урядовими чи поштовими організаціями. Найбільш популярним стандартом передачі по радіо був R.44, розроблений CCITT, що забезпечував корекцію помилок і часове мультиплексування радіоканалу.

## Адресація і підтвердження
Адресація у телекс-мережі здійснювалася за власним форматом. Наприклад, адреса «14910 ERIC S» позначала номер абонента (14910) всередині організації (ERIC, тобто Telefonaktiebolaget L.M. Ericsson), а S — країну (Швеція). Існували також механізми для автоматичного перенаправлення повідомлень різним терміналами всередині організації (наприклад, за допомогою знака «+» в адресі).
Важливою перевагою телекса було те, що факт отримання повідомлення можна було встановити з високим ступенем імовірності. На початку передачі відправник міг передати повідомлення WRU (англ. Who aRe yoU), на що апарат одержувача автоматично надсилав відповідь (в електромеханічних телетайпах відповідь — ідентифікатор абонента — часто була закодована на барабані, за тим самим принципом, що у музичній шкатулці). Запит WRU можна було послати і наприкінці передачі — отримання ідентифікатора одержувача у цьому випадку сигналізувало, що канал зв'язку не переривався протягом передачі.